# Aquí hay tomate
Aquí hay tomate, popularmente conocido como El tomate, fue un programa de televisión producido por Salta y La Fábrica de la Tele y emitido por la cadena española Telecinco. Se estrenó el 24 de marzo de 2003, emitiéndose de lunes a viernes en horario de sobremesa, y finalizó su emisión el 1 de febrero de 2008. Fue presentado por Jorge Javier Vázquez y Carmen Alcayde.
En su emisión del 27 de enero de 2008 se anunció su despedida inminente para el 1 de febrero, tras una decisión sorpresa por parte de Telecinco. El último programa de Aquí hay tomate fue el más visto de la temporada.
El 9 de marzo de 2020, Mediaset y La Fábrica de la Tele recuperaron, con motivo del 30 aniversario de Telecinco, el espíritu de Aquí hay tomate para el último tramo de Sálvame, hasta entonces conocido como Sálvame Banana.

## Formato
Los contenidos de Aquí hay tomate se centraban en la actualidad de la prensa del corazón y el mundo de los famosos. La base del programa eran los reportajes (mayoritariamente grabados) y  las entrevistas. Su enfoque oscilaba desde la ironía a la sátira.

## Otras ediciones
El programa se ha mantenido en pantalla ininterrumpidamente desde su estreno, aunque durante el mes de agosto sus presentadores habituales han sido sustituidos.
- 2004.- Miquel Serra e Idoia Bilbao
- 2005.- Miquel Serra e Idoia Bilbao
- 2006.- Víctor Sandoval y Cristina Sala
- 2007.- Víctor Sandoval y Francine Gálvez

### Aquí hay tomate Weekend
A raíz del éxito de audiencia en la sobremesa de los días laborables, el 16 de diciembre de 2006 pasó a emitirse también los sábados, con el título Aquí hay tomate Weekend y presentado por  Víctor Sandoval y Cristina Sala. Posteriormente, la emisión se amplió a los domingos y Cristina Sala fue sustituida por Carmen Alcayde, quien ya copresentaba el programa de lunes a viernes. Tras dos meses de emisión con una audiencia inferior a la media de la cadena, Aquí hay tomate Weekend fue finalmente retirado el 15 de febrero de 2007.

## Audiencias
Desde su estreno en 2003 y a lo largo de sus cinco temporadas, el programa se ha mantenido como líder de audiencia en su franja horaria.
La emisión más vista de su historia fue el 7 de febrero de 2007, coincidiendo con la muerte de Érika Ortiz, hermana de la Princesa Letizia, en que logró una media de 3.748.000 espectadores. Su mejor dato de cuota de pantalla se registró el 23 de julio de 2004 con un cuota de pantalla medio del 31,6%, en un programa dedicado al fallecimiento de Carmina Ordóñez.

## Evolución de las audiencias por temporadas
| Temporada | Temporada | Estreno       | Final           | Audiencia media | Audiencia media | Audiencia media |
| Temporada | Temporada | Estreno       | Final           | Espectadores    | Cuota           |                 |
| --------- | --------- | ------------- | --------------- | --------------- | --------------- | --------------- |
|           | 1         | marzo de 2003 | julio de 2003   | 2 036 000       | 18,3%           |                 |
|           | 2         | 2003          | 2004            | 2 843 000       | 24,3%           |                 |
|           | 3         | 2004          | 2005            | 2 921 000       | 25,1%           |                 |
|           | 4         | 2005          | 2006            | 2 882 000       | 24,0%           |                 |
|           | 5         | 2006          | 2007            | 3 090 000       | 25,7%           |                 |
|           | 6         | 2007          | febrero de 2008 | 2 588 000       | 21,5%           |                 |
| Total     | Total     | 2003          | 2008            | 2 736 000       | 23,2%           |                 |

## Premios y candidaturas

### TP de Oro
| Año  | Categoría                 | Resultado |
| ---- | ------------------------- | --------- |
| 2005 | Mejor programa de corazón | Ganador   |
| 2004 | Mejor programa de corazón | Ganador   |
| 2003 | Mejor programa de corazón | Candidato |